# Les Coches
Les Coches is een skidorp in het Franse wintersportgebied La Plagne, deel van Paradiski. Het bevindt zich op 1400 à 1450 meter boven zeeniveau op het grondgebied van de gemeente La Plagne Tarentaise in het departement Savoie. Onder Les Coches ligt Montchavin, waarmee het vaak onder een noemer, Montchavin-Les-Coches, wordt genoemd. Samen tellen de twee skidorpen zo'n 12.000 bedden. Montchavin-Les-Coches is een van de drie laagste punten van het skigebied, naast Montalbert en Champagny. Nadat Montchavin in 1972 werd opgericht op de plaats van een verlaten gehucht, richtte de toenmalige gemeente Bellentre in 1977 Les Coches op. Het dorp werd uitgetekend door Michel Bezançon en is een voorbeeld van een skidorp van de 4e generatie in Savoyaardse chaletstijl. De gondelbaan Vanoise Express, die La Plagne en Les Arcs verbindt tot het megaskigebied Paradiski, heeft haar station op een boogscheut van Les Coches.